# Millicandela
| Grotere en kleinere eenheden | Grotere en kleinere eenheden | Grotere en kleinere eenheden |
| factor                       | naam                         | symbool                      |
| ---------------------------- | ---------------------------- | ---------------------------- |
| 10−3                         | millicandela                 | mcd                          |
| 1                            | candela                      | cd                           |
| 103                          | kilocandela                  | kcd                          |

De millicandela  (mcd) is een tot het SI behorende afgeleide eenheid. De eenheid heeft het symbool mcd. Een millicandela is gelijk aan 10−3 cd, ofwel 0,001 candela.
De millicandela heeft als eenheid slechts beperkt praktische waarde en wordt in de praktijk nauwelijks gebruikt. De millicandela wordt wel gebruikt bij het aanduiden van de lichtsterkte van bijvoorbeeld leds.